# GE-200
 (avril 2024).
La gamme GE-200 est une famille de petits ordinateurs centraux des années 1960, construits par General Electric (GE). Elle est dénommée commercialement la ligne Compatibles/200 (GE-205/215/225/235).

## Modèles de la série 200
La machine principale de la gamme est le GE-225 (1961),. Il utilise un mot de 20 bits, dont 13 bits peuvent être utilisés pour une adresse. Outre l'unité centrale de traitement (CPU) de base, le système a également pu disposer d'une unité à virgule flottante (l'« unité arithmétique auxiliaire ») ou d'une option décimale à virgule fixe avec trois chiffres décimaux de six bits par mot. Il dispose de onze contrôleurs de canaux d'E/S et GE vend plusieurs modules complémentaires, notamment des disques, des imprimantes et d'autres périphériques. Les machines sont construites à l'aide de transistors discrets, une machine typique contenant environ 10 000 transistors et 20 000 diodes. Ils utilisent une mémoire à noyau magnétique et un standard 8. Le système standard 8 kilomots contient 186 000 noyaux magnétiques. Ils pesaient environ 2 000 livres (907 kg),.
Le'GE-215 (1963), est une version réduite du GE-225, comprenant seulement six canaux d'E/S et seulement 4 kilomots ou 8 kilomots de noyau.
Le GE-205 (1964).
Le GE-235 (1964) est une ré-implémentation du GE-225 avec une mémoire trois fois plus rapide que l'original. Le GE-235 se composait de plusieurs composants et options majeurs :
- Processeur central
- Lecteur de cartes à 400 ou 1000 cartes par minute (CPM)
- Perforatrice de carte 100 ou 300 CPM
- Sous-système de bande perforée
- Sous-système de bande magnétique
- Gestionnaire de documents haute vitesse à 12 pochettes
- Imprimante haute vitesse en ligne ou imprimante rapide hors ligne/en ligne
- Unité de stockage de disques
- Unité arithmétique et logique auxiliaire (ALU)
- Équipement de communication de données DATANET

Le GE-210 de 1960 n'est pas compatible avec le reste de la série 200 .

## Contexte
La famille est conçue par une équipe dirigée par Homer R. « Barney » Oldfield, et qui comprenait Arnold Spielberg, le père du réalisateur Steven Spielberg. Le président de GE, Ralph Cordiner, a interdit à GE d'entrer dans le secteur des ordinateurs à usage général, rejetant plusieurs propositions d'Oldfield et les renvoyant simplement barrés de « Non ». Oldfield prétend alors que la gamme GE-200 sera constituée d'ordinateurs de contrôle industriel. Au moment où Cordiner découvre le contraire, la machine est déjà en production et Oldfield est congédié. Quoique la machine se vendit bien, Cordiner ordonna que GE quitte le secteur informatique dans un délai de 18 mois. Cela a en fait pris plusieurs années,.

## DTSS
Au début des années 1960, GE travaille avec le Dartmouth College au développement d'un système d'exploitation à temps partagé, qui deviendra plus tard le Dartmouth Time Sharing System (DTSS). Ce système est construit en connectant un certain nombre de téléscripteurs à une machine GE plus petite appelée DATANET-30 (DN-30), qui est un petit ordinateur issu d'une ancienne machine de contrôle de processus.
DTSS tourne en réalité sur le DN-30. Celui-ci accepte les commandes des terminaux qui y étaient connectés une à une , puis exécute les programmes demandés sur le GE-235. Le GE-235 ne sait pas qu'il ne fonctionne pas en mode batch et l'illusion du multitâche est maintenue en externe.
En 1965, GE commence à regrouper les systèmes DN-30 et GE-235 sous le nom de GE-265 . Le GE-265 est devenu célèbre non seulement comme le premier système à temps partagé au succès commercial, mais également comme support pour la création du langage de programmation BASIC.

## Voir également
- Série GE-400
- Série GE-600